# Sina Aylin Koriath
Sina Aylin Koriath (* 1994 in Reinbek als Sina Aylin Demirhan) ist eine deutsche Politikerin für Bündnis 90/Die Grünen. Sie war von 2020 bis 2025 Mitglied der Hamburgischen Bürgerschaft.

## Jugend
Koriaths Großvater väterlicherseits war 1969 als Gastarbeiter aus der Türkei nach Deutschland gezogen und hatte von 1973 bis 1975 seine sechs Kinder nach Deutschland geholt. Koriath wurde als Tochter einer Groß- und Außenhandelskauffrau und eines Gas- und Wasserinstallateurs geboren. Ihr Vater war unter anderem kaufmännischer Angestellter bei der Hamburger Sparkasse und im Betriebsrat tätig. Ihre Mutter war ebenfalls kaufmännische Angestellte bei der Hamburger Sparkasse.
Ihre schulische Ausbildung begann sie an der Grundschule Buntenskamp in Geesthacht erlangte die Allgemeine Hochschulreife 2013 an der Alfred-Nobel-Schule in Geesthacht. Hier erreichte Koriath unter anderem, dass die Schule das Label „Schule ohne Rassismus – Schule mit Courage“ erhielt. Für ihr Engagement wurde sie als Schulsprecherin gewählt und mit dem Jugendförderpreis des Rotary Clubs Hohe Elbgeest ausgezeichnet.
Koriath gründete in ihrer Jugendzeit ein Mädchenfußballteam im Düneberger SV und spielte als linke Verteidigerin. Seitdem ist Mädchen- und Frauenfußball als eigenständige Abteilung im Düneberger SV etabliert.
Koriath ist mit Jan Koriath verheiratet.

## Studium
Koriath studierte vom Wintersemester 2014/15 bis Sommersemester 2017 Politikwissenschaft und Deutsche Philologie mit Lehramtsoption an der Freien Universität zu Berlin. In dieser Zeit unterstützte sie Uwe Flick im Arbeitsbereich Qualitative Sozial- und Bildungsforschung der Freien Universität Berlin im Forschungsprojekt „MILEA – Migration, Lebenswelt, Arbeitslosigkeit“ als Studentische Mitarbeiterin. 2015 bis 2019 war sie Stipendiatin der Heinrich-Böll-Stiftung und ist seitdem als Alumna der Stiftung aktiv. 2016 absolvierte Koriath die Ausbildung zur Asylrechtsberaterin bei der Refugee Law Clinic in Berlin. Im Juli 2017 schloss sie das Studium als Bachelor of Arts – Politikwissenschaften und Deutsche Philologie mit der Note: 1,5 ab.
An der Universität Hamburg setzte Koriath ihr  Studium fort mit dem Abschluss Master of Education Lehramt an Gymnasien für die Fächer Deutsch und Sozialwissenschaften. In dieser Zeit unterstützte sie Petra Böhnke im Arbeitsbereich Soziologie der Universität Hamburg im Forschungsprojekt „Armut über Generationen“ als Studentische Mitarbeiterin. Sie absolvierte Praktika am Albert-Schweitzer-Gymnasium sowie der Max-Brauer-Stadtteilschule. Sie war als Akademische Tutorin für Tilman Grammes im Arbeitsbereich Didaktik der Sozialwissenschaften tätig. Im Juli 2019 wurde Koriath der Titel Master of Education – Sozialwissenschaften und Deutsch der Universität Hamburg verliehen (Note: 1,1).

## Beruf
Seit Februar 2020 arbeitet Koriath als Lehrerin für Deutsch und Gesellschaftswissenschaften an einem Hamburger Gymnasium in Eimsbüttel (Stadtteil Stellingen). Von 2020 bis 2022 wirkte sie im Programmbeirat der Heinrich-Böll-Stiftung Hamburg mit.

## Politik
Seut 2010 ist Koriath Mitglied bei Bündnis 90/Die Grünen im Ortsverband Geesthacht. 2013 war sie Mitbegründerin des Kommunalpolitisches Frauennetz e.V. und absolvierte ein Praktikum im Bundestagsbüro von Konstantin von Notz, (Bündnis 90/Die Grünen). Nach der Kommunalwahl in Schleswig-Holstein zog sie 2013 als jüngste Abgeordnete für Bündnis 90/Die Grünen in den Kreistag des Kreises Herzogtum Lauenburg ein. Koriath wirkte dort bis 2016 im Bildungsausschuss und im Jugendhilfeausschuss mit. Sie wurde zusätzlich abgeordnet in den Verwaltungsrat der Berufsbildenden Schulen.
Im Frühjahr 2014 arbeitete Koriath in der Geschäftsstelle des Landesverbands Hamburg von Bündnis 90/Die Grünen im Freiwilligenmanagement sowie in der Presse- und Öffentlichkeitsarbeit. Hier unterstützte sie insbesondere den Europawahlkampf von Jan Philipp Albrecht und die Wahlen zu den Bezirksversammlungen 2014.
Von 2019 bis 2021 war Sina Aylin Koriath Mitglied des Vorstandes des Landesverbands Hamburg von Bündnis 90/Die Grünen. Als Mitglied des Landesvorstands wirkte sie bei der Entwicklung und Koordination des Regierungsprogramms zur Bürgerschaftswahl 2020 mit. Koriath verantwortete die Bereiche Rechtsextremismus, Bildung und Kultur.
Bei den Wahlen zur Bezirksversammlung am 23. Mai 2019 wurde Koriath im Wahlkreis Niendorf als Wahlkreisabgeordnete in die Bezirksversammlung Eimsbüttel gewählt. Koriath wirkte dort bis zu ihrer Wahl in die Hamburgische Bürgerschaft im Ausschuss für Soziales, Arbeit, Integration, Bildung, Gesundheit, Gleichstellung sowie Straffälligen- und Gerichtshilfe, im Jugendhilfeausschuss, im Regionalausschuss Kerngebiet und im Hauptausschuss mit.
Bei der Bürgerschaftswahl in Hamburg 2020 wurde Sina Aylin Koriath auf Platz 13 der Landesliste von Bündnis 90/Die Grünen in die 22. Hamburgische Bürgerschaft gewählt.
Sie war Vorsitzende des Schulausschusses und Sprecherin der Fraktion von Bündnis 90/Die Grünen für Schulen in schwieriger Lage, Ganztag, Lehrer*innenbildung, Außerschulische Bildung und Strategien gegen Rechts. Koriath war Mitglied des Kontrollausschusses zur parlamentarischen Kontrolle des Senats auf dem Gebiet des Verfassungsschutzes, des Parlamentarischen Kontrollgremiums zur Kontrolle der akustischen Überwachung von Wohnungen (Umsetzung von Artikel 13, Absatz 6, Grundgesetz), der Kommission zur Durchführung des Gesetzes zur Beschränkung des Brief-, Post- und Fernmeldegeheimnisses (Kommission nach Artikel 10 Grundgesetz), des Innenausschusses sowie des Ausschusses für die Zusammenarbeit der Länder Hamburg und Schleswig-Holstein.
Bei der Bürgerschaftswahl 2025 verfehlte sie den Wiedereinzug in die Bürgerschaft.
Seit 2021 ist Koriath Delegierte für den Diversitätsrat der Bundesarbeitsgemeinschaft Bildung von Bündnis 90/Die Grünen.

## Mitgliedschaft in Organisationen
Sina Aylin Koriath ist Mitglied des gemeinnützigen Vereins Sea-Watch e.V.  zur zivilen Seenotrettung und Mitglied der Gewerkschaft Erziehung und Wissenschaft. Wegen der Haltung des Vereins ist sie Sympathisantin des FC St. Pauli von 1910 e.V.

## Veröffentlichungen
- Sina A. Demirhan: Fachtagung „Politikunterricht in und für Hamburg“. In: Polis. 1/2019. Wochenschau Verlag, Schwalbach/Ts.
- Sina A. Demirhan: Review: Gunel, Elvan (2018): Controversial Issues in Social Studies Education in Turkey. The Contemporary Debates. In: Journal of Social Scienes Education (JSSE). Band 18, Nr. 3, 2019, S. 132–134.
- Sina A. Demirhan: Beutelsbacher Konsens und Neutralitätsgebot? Der Fall Ida Ehre Schule in Hamburg. In: 7. Jahrbuch Demokratiepädagogik. Wochenschau Verlag, Schwalbach/Ts. 2019 (Im Erscheinen)
- Sina A. Demirhan: Politisches Engagement in der Schule verteidigen. Das Beispiel Ida Ehre Schule. In: Pädagogik. Heft 2/2020. (Im Erscheinen)